# 日本の航空機産業

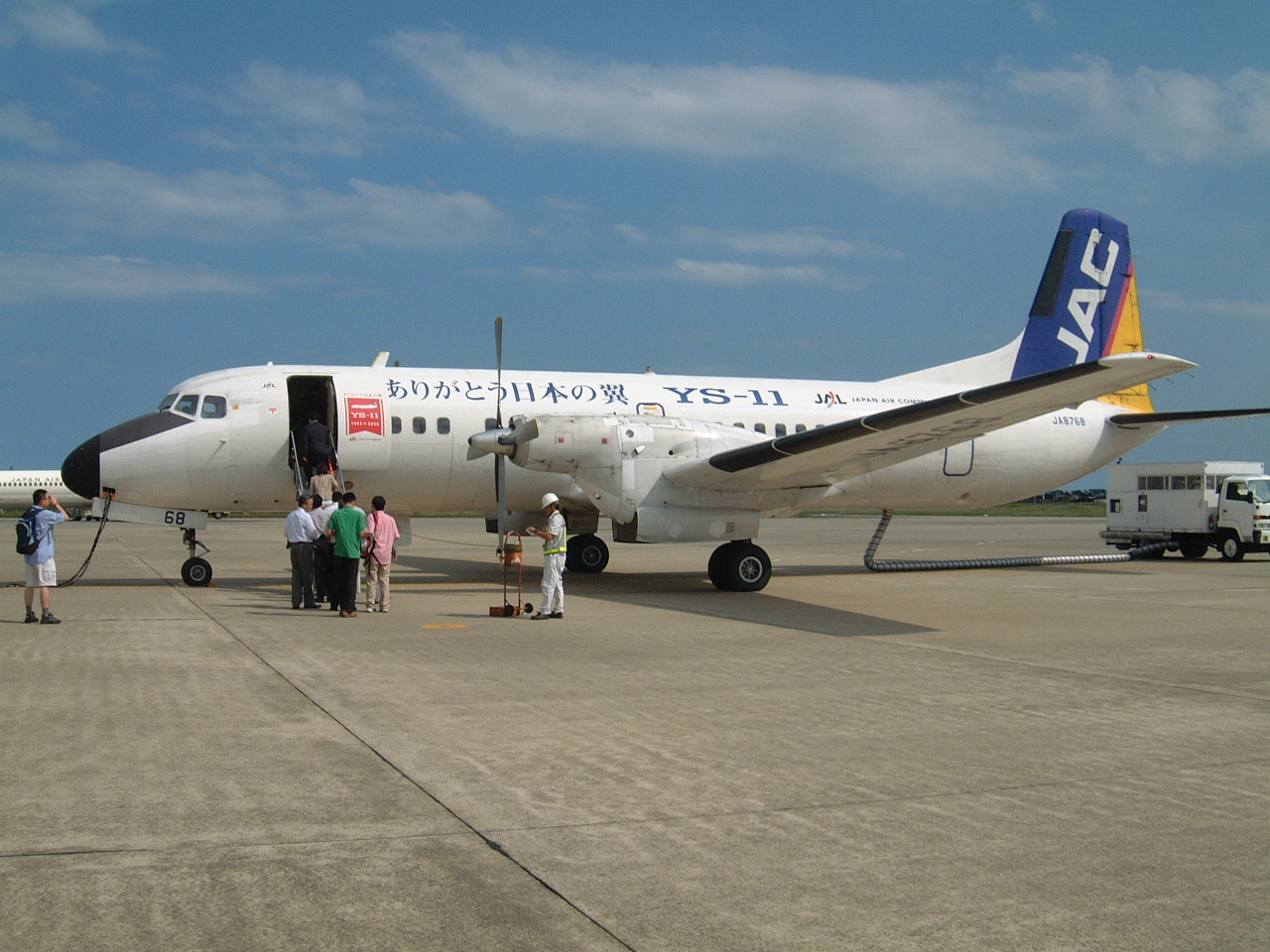
日本航空機製造が製造した戦後初の国産旅客機「YS-11」

日本の航空機産業（にっぽんのこうくうきさんぎょう）では、日本における航空機産業（航空機工業）の衰勢について解説する。

## 概要
航空機産業とは、航空機を生産する産業のことである。主に航空機体、エンジン、部品、装備品、関連器材、原材料等を製造する。航空機工業は、1903年にアメリカ人のライト兄弟が世界初の有人動力飛行に成功して以来、二度の世界大戦（第一次世界大戦・第二次世界大戦）を経て軍用機を中心に急激に発展した。
戦前日本における航空機工業は軍用機生産を中心に発展したが、第二次世界大戦敗戦により、1952年まで国内での航空機生産は禁止されていた。しかしその後は次第に発展し、1962年8月30日には、日本航空機製造が製造した戦後初の国産旅客機「YS-11」が初飛行した。

## 歴史

### 戦前
日本での航空産業の黎明は大正時代に始まる。欧米に比べ日本は航空機作りに遅れをとっていたが、航空の有用性が第一次世界大戦で示されたことから、陸軍が注目し、国内の造船メーカーや内燃機器メーカーに、欧米航空機の機体やエンジンの生産を依頼するようになった。しかし、これらの軍も企業も製造ライセンスについての知識が不足しており、海外メーカーとの間で度々問題となった。
日本のメーカーでは中島飛行機（現在のSUBARU）と三菱造船（後に三菱航空機へ分社、新三菱重工を経て現在は三菱重工業）が、軍の後押しもあり当初より熱心に取り組んだ。初期は日本人に設計者がおらず、イギリス人やフランス人の設計者・技師を招いて製作していた。後に川崎航空機（現在の川崎重工業）などが参入、軍需増大によって昭和初期には10社以上の航空メーカーが登場しているが、軍との密接な関係により、欧米に比べて民間機の分野への進出は鈍かった。
陸軍・海軍とも、当初はこれら国内企業に競争試作を行わせ、要求に合う機体を採用していた（陸海の対立もあった）が、それぞれのメーカーの得意分野がはっきりしてくると、指名によって試作させるようになった。このころになると、ドイツとの関係強化から、ドイツ製の機体を参考にする機会が増え、また国内技術の著しい成長によって、英仏の影響はほとんど無くなった。
日中戦争やノモンハン事件によって航空の重要性を再認識した軍は、難しい要求をメーカーに突きつけ、各社は苦労が絶えなかったが、結果として各社の技術力向上へ繋がり、零式艦上戦闘機に代表される優秀な航空機を輩出していく。第二次世界大戦の勃発によって、日本の航空技術は最高潮に達したが、戦局悪化に伴う資源・燃料の不足、度重なる軍からの要求変更、徴兵による工員の不足、工場への攻撃などにより、産業は急速に消耗し、次々に新型機を繰り出す連合軍に対して苦戦を強いられた。その中でも、試作を含めたいくつかの機体は、後に傑作と呼ばれるほどであり、1910年の初飛行から僅か35年で、ジェット機を国産出来るまでになっていた。

### 戦後
敗戦と同時に連合軍が各地に駐留すると、日本は航空機の製作はおろか、研究や運航までも禁じられ、占領7年を通して各社は完全に解体され、他業種への転換を図られた。失職した技術者や技師は自動車や鉄道などへと流出したが、彼らはその業界の成長を支えていくこととなる。
朝鮮戦争の際、アメリカ軍が戦闘機の修理や部品供給を日本に発注したことから、航空産業は復活を迎える。しかしGHQ占領終結、その後航空機開発が7年ぶりに解禁されたものの、時代はジェット機などの新エンジン機、大型の旅客機、超音速機など新たな時代への転換期であり、後発の日本の航空機産業が受けた技術的な打撃は非常に大きかった。完全に出遅れた日本企業は、防衛庁向けにアメリカ製航空機のライセンス生産を手がけることで、失われた基礎技術を得ることとなった。完全に復活が出来たのは、占領中に他業種で生き残りを図った三菱、富士、川崎といった大企業であった。
こうして再取得した技術と戦前の技術を合わせ、T-1やYS-11といった航空機が生まれたが、主に価格の面で大量生産する欧米機に比べて不利であり、いずれも少量の生産で終わった。三菱や富士は独自にビジネス機分野へ参入したものの、販売不振などで撤退した。このため、各社は専ら安定した自衛隊関連の需要か、通商産業省が斡旋するボーイング機への開発協力へ甘んじる事となった。また、各社は占領以来複合業種の企業であり、航空機開発にかかる予算の暴騰もあり、他業種を守る為、あるいは好調な他業種に依存するようになり、国内での機体開発は躊躇するようになった。

### 現在
冷戦終結による世界的な軍縮を受け、防衛庁向けの需要は今後伸びないであろうことから、各社は積極的に民需拡大へ動いている。特にリージョナルジェットと呼ばれる小型近距離旅客機は急速に需要を伸ばしており、各社は海外企業からの開発分担率を引き上げるよう努力するとともに、独自開発の計画を持っている。三菱重工のMitsubishi SpaceJetや、本田技研工業のホンダジェットは民間機参入が期待されている。防衛関連でも、川崎重工の2機種の大型ジェット機C-2・P-1の同時開発、量産など大型プロジェクトが進められ、日本の航空産業は新たな展開を迎えている。

### 中小企業の新規参入
経済産業省の計画では10年間で航空機産業の規模を2009年現在の1.2兆円から倍増させようとしている。そのためには現在の国内の生産能力では不足で、新たな企業が参入する必要がある。全国で約30のクラスターが存在するが、殆ど行政が主導して活動を行っているが、大阪の一般社団法人次世代型航空機部品供給ネットワーク(OWO：On the Wing of OSAKA)は独自の運営を行い、JIS Q 9100やNadcapの講習会や航空機産業基礎セミナーを行い、会員企業の多くが航空機産業への参入を果たしている。

## 航空機工業に関連する法律
航空機製造事業法
昭和27年7月16日法律第237号。この法律は、航空機及び航空機用機器の製造及び修理の事業の事業活動を調整することによつて、国民経済の健全な運行に寄与するとともに、航空機及び航空機用機器の製造及び修理の方法を規律することによつて、その生産技術の向上を図ることを目的とする。この法律において「航空機」とは、人が乗つて航空の用に供することができる飛行機、回転翼航空機、滑空機及び飛行船その他政令で定める航空の用に供することができる機械器具をいう。
航空機工業振興法
昭和33年5月10日法律第150号。この法律は、航空機等の国際共同開発を促進するための措置等を講ずることにより、航空機工業の振興を図り、あわせて産業の技術の向上及び国際交流の進展に寄与することを目的とする。